# 陈长军
陈长军（1976年4月—）男性，汉族，通渭县碧玉镇人，1998年8月参加工作，中国共产党党员，在职大学学历，中华人民共和国政治人物。

## 生平
陈长军曾经任通渭县农牧林业局副局长、县农业机械服务中心主任，2019年1月26日起担任中共通渭县榜罗镇党委书记。因在脱贫攻坚战中作出突出贡献，2021年2月25日全国脱贫攻坚总结表彰大会上，陈长军被授予“全国脱贫攻坚先进个人”。
2021年12月，出任通渭县商务局局长。